# Аксарай
Вижте пояснителната страница за други значения на Аксарай.
Аксарай (на турски: Aksaray) е град и административен център на вилает Аксарай в Турция. През 2017 г. населението му е 289 778, от които 220 459 живеят в самия град, и се намира на 980 м н.в. Пощенският му код е 68xxx, а телефонният 0382. Тук се провежда престижното международно състезание по парапланеризъм „Хасан Дагъ“ ХС.

## Побратимени градове
- Анкара, Турция
- Кавала, Гърция
- Кайсери, Турция
- Коня, Турция
- Тебриз, Иран
- Ликино-Дульово, Русия